# EGG BRAIN
EGG BRAIN（エッグ ブレイン）は、日本のロックバンド。所属事務所はパインフィールズ。略称は「エッグ」「エッブレ」「EGG」など。

## メンバー

### 現メンバー
- JOEY（本名：薬師 ジョーイ 生年月日：1985年3月16日 出身：兵庫県伊丹市 血液型︰AB型）Guitar、Vocal

関西外国語大学卒。日本人とアメリカ人のハーフ。KUNとは高校からバンドを組んでいた。
- KUN（本名：田畑 邦彦 生年月日：1985年2月6日 出身：兵庫県西宮市 血液型︰O型） Bass、Vocal

大阪経済大学出身。阪神タイガースファンである。ジョーイの英語をベタ褒めする。何かと忘れっぽい性格だが、バンドの結束力を担っている。寿司が好物。
- Uchie（本名：内田 雅人 生年月日：1984年1月7日 出身：三重県津市 血液型︰B型） Drums※2010年加入

キャットミュージックカレッジ専門学校卒業。ドラマーとして他のバンドを掛け持ちしている。好きな色は緑。

### 元メンバー
- ユウト  Drums ※2006年加入〜2007年脱退

- 雄太 （本名：若狭 雄太） Drums ※2007年加入〜2009年脱退

## 来歴
- 2006年
  - 10月 - もともと同じバンドを組んでいたジョーイとKUNがメンバー探しを決行[1]。
  - 12月 - ドラマーのユウトが加入。
- 2007年
  - 1月 - ジョーイ・KUN・ユウトの三人でバンドを正式結成。
  - 2月 - バンド名を「EGG BRAIN」に改めた。
  - 3月 - 初ライブ。
  - 4月 - 普段練習しているスタジオが企画するオムニバスアルバム「なまがさき」に参加、EGG BRAINとしての初の音源。
  - 5月
    - オムニバスアルバム「'07 KOBE FUTURE'S MUSIC」に参加、同月13日に全国発売。
    - 07 KOBE FUTURE'S MUSICのライブ・コンテストに参加、グランプリを受賞。

  - 6月 - ユウトが脱退し、代わりのドラマーとして雄太が加入。
  - 11月 - 1stDEMO CD 『Nothing's Gonna Last Forever』を1,000枚生産し完売。
- 2008年10月 - 1st Album『What's gonna come out』をリリース。デビュー作にして、インディーズチャート4位を記録。
- 2009年
  - 1月 - Ollie MAGAZINE「新世代メロディックバンド特集」に取り上げられる。
  - 6月 - 雄太が脱退。
  - 12月 - TOWER RECORDSのJ-PUNK部門で年間セールス11位を記録。
- 2010年1月 - 現メンバーのUchieが加入。
- 2011年11月 - "CROSS THE SKY"がスペースシャワーTVのパワープッシュ・テレビ東京「ざっくりハイボール」のEDテーマに決定。
- 2012年4月 - "A THOUSAND DREAMS"がTBS系列「S☆1」テーマソングに決定。
- 2013年1月 - "VITAMIN"がNO MATTER BOARDエンディングテーマ曲に決定。
- 2014年2月 - "MUZIC"がテレビ東京系「プレミアMelodiX!」2月度エンディングテーマソング・TBS系列「S☆1」テーマソングに決定。
- 2015年
  - 1月10日 - 無期限活動休止を発表[2]
  - 5月10日 - 「EGG BRAIN LIVE "THANXXX"」ツアーファイナルをなんばHATCHにて開催。ツアー終了と同時に無期限活動停止を決定した。
- 2016年5月7日 - COMIN'KOBE16にて1日限定で復活[3]。
- 2018年
  - 10月15日 - 公式サイトに手書きのメッセージ「Don't Miss the Next News on Nov.15th What's Gonna Come Out ''Next''!? Ha Ha Ha」と共に謎のカウントダウンが掲載される。なお10年前のこの日、2008年10月15日に1st Album「What's Gonna Come Out」がリリースされている[4]。
  - 11月15日 - 午後7時、公式サイトのカウントダウンが00:00:00になるとそのまま-00:00:01とマイナス値を刻み始め、Twitter公式アカウント[5]より、2019年1月16日に再始動第一弾シングル発売決定との告知が出る。同シングルは各サブスクリプションサービス、ダウンロード配信も同時リリースされる予定である。公式サイトも更新され、「EGG BRAIN活動再開！」の文字が表示された。同時に、更なる告知「Don't Miss The Next On Dec15th.What's Gonna Come Out 'Next'!?」の文字が発表される[6]。

## ディスコグラフィー

### 配信限定シングル
| 発売日         | タイトル           | レーベル                   |
| -------------- | ------------------ | -------------------------- |
| 2019年1月16日  | Start From Scratch | LAUNDRY RECORDS/PINEFIELDS |
| 2020年12月25日 | GiveÜ Chips!       | LAUNDRY RECORDS/PINEFIELDS |
| 2021年1月22日  | Sunset Dream       | LAUNDRY RECORDS/PINEFIELDS |
| 2021年4月28日  | Breathe            | LAUNDRY RECORDS/PINEFIELDS |
| 2021年12月24日 | World              | LAUNDRY RECORDS/PINEFIELDS |

### 参加作品
| 発売日        | タイトル                                       | 規格品番   | 収録曲            |
| ------------- | ---------------------------------------------- | ---------- | ----------------- |
| 2008年6月25日 | PUNK ROCK SOUNDTRACKS vol.06                   | EKRM-1091  | 10. MIDDLE        |
| 2011年6月15日 | Ten years for your ears                        | TNAD-0020  | 21.Dear My Friend |
| 2012年1月25日 | IMC KILLER TUNES                               | AVCD-38406 | 17. SEVENTEEN     |
| 2012年3月14日 | VANS COMPILATION LOUD SESSION!!!! VANS×BANDS 2 | VANS-0002  | 7. MONKEY BITE    |

## ミュージックビデオ
| 監督                        | 曲名                        |
| IKIOI                       | 「MUZIC」                   |
| Yu-ki Okamura(YUKI OKUMURA) | 「BELIEVE」「YEAH! YEAH!」  |
| 小嶋貴之                    | 「AWAKE」「CROSS THE SKY」  |
| 藤木みのる                  | 「METEOR」「SEVENTEEN」     |
| 藤本善大                    | 「FUTURE」                  |
| 不明                        | 「VITAMIN」「DEAD UNICORN」 |

## 出演

### テレビ
- プレミアMelodiX!
- 音エモン